# Devabhuti

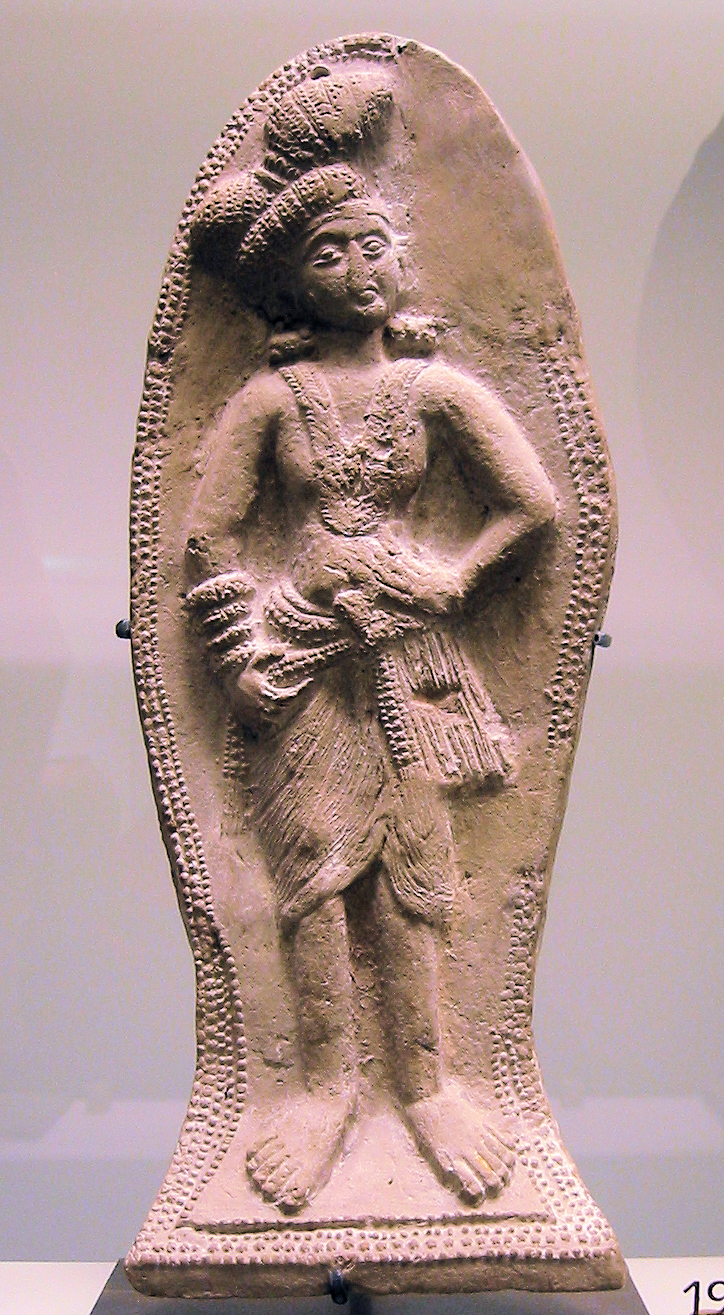
Estatuilla masculina del período sunga.

Devabhuti (reinó del 83 al 73 a. C.) fue el último rey de la Dinastía sunga en la antigua India.
Sucedió al rey Bhagabhadra Sunga.
Se decía que era muy mujeriego. Quizá con esa excusa su amatia (ministro) Vasudeva Kanua intrigó para mandarlo matar. En el Jarsha-charita de Bana se informa que en el año 73 a. C. (o en el 75 a. C.) fue asesinado por la hija de una de sus esclavas, disfrazada de reina.
Después de su muerte, la Dinastía sunga fue reemplazada por la Dinastía Kanva.